# Паја (Хаваји)
Паја (енгл. Paia) насељено је место за статистичке потребе у америчкој савезној држави Хаваји. По попису становништва из 2010. у њему је живело 2.668 становника.

## Демографија
Према попису становништва из 2010. у граду је живело 2.668 становника, што је 169 (6,8%) становника више него 2000. године.
| Група             | 2000.       | 2010.         |
| Белци             | 780 (31,2%) | 1.079 (40,4%) |
| Афроамериканци    | 8 (0,3%)    | 5 (0,2%)      |
| Азијати           | 678 (27,1%) | 634 (23,8%)   |
| Хиспаноамериканци | 273 (10,9%) | 271 (10,2%)   |
| Укупно            | 2.499       | 2.668         |